# لیو بی

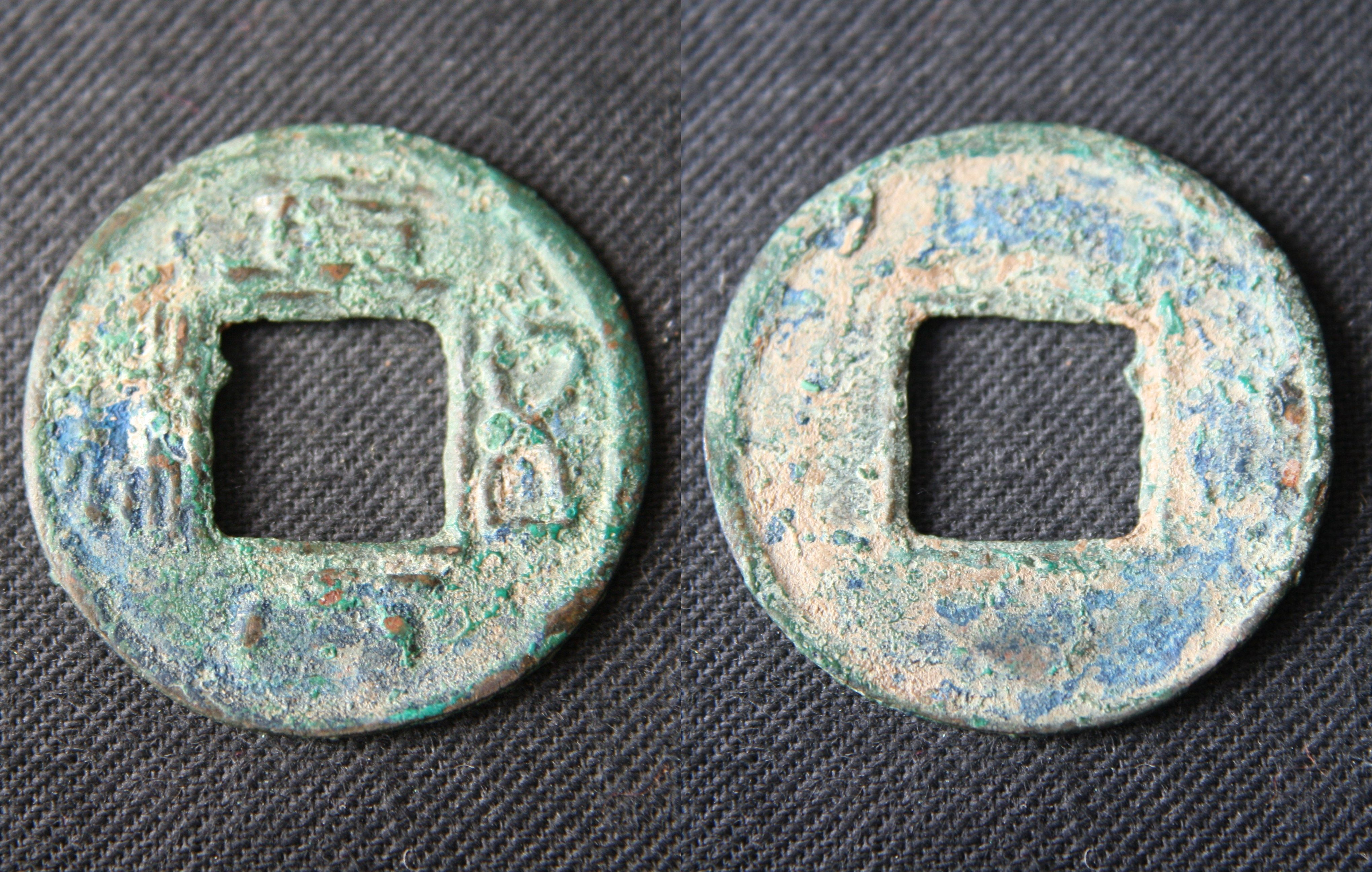
سکه چینی دودمان شو، ضرب شده دوران لیو بی

لیو بی (چینی سنتی: 劉備, , (۱۶۱–۲۲۳ میلادی) با نام محترم ژوانده مؤسس دودمان شو و اولین امپراتور آن بود. لیو بی یکی از با هوش‌ترین مبارزان سلسلهٔ هان و از نوادگان سلطنتی بود که با کمک برادران خود گوان یو، جانگ فی و نخست‌وزیر خود ژوگه لیانگ و سرداران برترش ژائو یون، هوان ژونگ و ماچائو توانست از آشفتگی سلسلهٔ هان بهره برده و سلسلهٔ شو هان را پایه نهد. لیو بی به عنوان یک حاکم انسان‌دوست و خیرخواه شناخته شده بود که از مردم مراقبت می‌کرد و به بسیاری از ارزش‌های اخلاقی مانند محبت و وفاداری پایبند بود و بر اساس عدالت و مهربانی حکمرانی می‌کرد. او محبوب‌ترین پادشاه زمان خویش بود. او با خانواده اش وفادار بود. همچنین او گوش‌های بلندی داشت برای همین در بین دشمنان خود به گوش دراز معروف بود. وی در پانزده سالگی با تشکیل ارتش سیصد نفره به کمک سه برادر خود به کمک سلسله هان رفت تا بتوانند دستار زردها را نابود سازند و هنگامی که بیست و پنج سال سن داشت (بعد از نابودی کلاه زردها) به لوئویانگ رفت و به کفش فروشی پرداخت. در سن سی سالگی به عنوان فرمانده یکی از شهرها انتخاب شد. دو سال بعد به عنوان فرماندار پینگ یوان انتخاب شد و بعد از شش ماه خدمت در آنجا به کمک تائوچیان در ژوزو رفت و توانست سائو سائو را عقب بکشد و بعد از مرگ تائوچیان جانشین وی در ژوژو شد. سپس او با اعتماد به لوبو اشتباه بزرگی را مرتکب شد و با تندخویی‌های ژانگ فی لوبو به او حمله کرد و در نبود لیو بی، ژوژو را تصرف کرد. سپس لیو بی با کمک سائو سائو توانست ژوژو را پس بگیرد. سپس او هنگامی که حدود چهل سال سن داشت، در مقابل سائو سائو ایستاد ولی جلوی او شکست خورد و برای بار دوم ژوژو را از دست داد و به یوان شائو پیوست. بعد از شکست یوان شائو او به نزد لیو بیائو رفت، و در استان جینگ در شین یی فرمانده شد. در همان‌جا بود که با مشاور زوشو آشنا شد و در مقابل سائو سائو ایستاد و سائو رن را شکست داد. ولی با حیله‌های مکرر سائو سائو زوشو از لیو جدا شده و لیو بی به سمت ژوگه لیانگ حکیم رفت و او را مشاور اصلی خود قرار داد. هنگامی که چهل و هفت سال سن داشت با ژوگه لیانگ و ارتش خود به جیانگ زیا فرار کرد و در آنجا ساکن شد. و یک سال بعد به کمک ارتش وو رفت و در سال ۲۰۸ در نبرد صخره سرخ سائو سائو را شکست داد. سپس او با سیاست‌های ژوگه لیانگ توانست در سال ۲۱۱ جینگژو را گرفته و بعد از آن به کمک پانگ تونگ در سال ۲۱۴ یی ژو را فتح کرد. هنگامی که پنجاه و هفت سال سن داشت با ارتش سیصد هزار نفری خود به هانژونگ حمله کرد و سائو سائو را شکست داد و خود را پادشاه هانژونگ نامید. و در شصت سالگی امپراتور شوهان شد اما چند وقت بعد به خاطر جاه‌طلبی‌های گوان یو جینگ ژو را از دست داد و مجبور شد تا با ارتش عظیم خویش به آنجا دوباره لشکرکشی کند ولی موفق به فتح تمام جینگژو نشد و ارتش او شکست سنگینی خورد و به بایدینگ فرار کرد و بعد از چند روز به علت بیماری ریوی در ۶۲ سالگی در آنجا درگذشت.
بعد از تسلط لیو بی به شهر چنگدو، پنج ژنرال ببر: گوان یو، جانگ فی، جائو یون، هوان ژونگ و ماچائو معرفی شدند. او ۴۱ سال برای نجات سلسله هان جنگید و دسترنج این سالها برای او ایجاد دودمان شو بود. امروزه یک روز را به عنوان روز لیو بی در کنار آرامگاه وی در معبد سان یی گرامی می‌دارند.

## اوایل زندگی (۱۸۴_۱۶۱)
با این حال پدر لیو بی، لیو هونگ عمر طولانی نکرد و لیو بی در خانواده ای فقیر بزرگ شد، زیرا پدرش را در حالی که هنوز کودک بود از دست داد. حتی اگر لیو بی هنوز از اعضای خانواده سلطنتی باشد، او دیگر فرقی با افراد عادی ندارد. لیو بی و مادرش برای تأمین مخارج زندگی خود کفش و حصیرهای بافته شده از نی می‌فروختند. حتی در این صورت، لیو بی از کودکی، پر از جاه طلبی بود. در جنوب شرقی خانه او درخت توتی وجود داشت که بسیار بلند (۱۱٫۵ متر ارتفاع داشت) بود. وقتی از دور نگاه می‌شد، سایه درخت شبیه یک گاری کوچک بود. مردم از سراسر روستا احساس می‌کردند که این درخت بی نظیر است و برخی می‌گویند این خانه یک فرد نجیب‌زاده می‌سازد. یک پیشگو به نام لی دینگ از ژئو اظهار داشت: «این خانواده مطمئناً یک انسان قابل تخمین می‌سازد .» وقتی لیو بی بچه بود در زیر درخت با بچه‌های دیگر روستا بازی می‌کرد. او اغلب می‌گفت: «من باید در این ارابه پوشیده از پر (ارابه امپراتور) سوار شوم.» عموی لیو بی، زیجینگ رؤیای لیو بی را احمقانه می‌پنداشت و می‌گفت: او ویرانی را برای خانه اش به ارمغان می‌آورد.
در سال ۱۷۵، هنگامی که لیو بی نزدیک ۱۵ سال داشت، مادرش او را برای تحصیل نزد لو ژی، مرد برجسته و مدیر ارشد سابق فرماندهی جیاجیانگ، فرستاد. لو ژی از فرماندهی ژئو بود. یکی از همرزمان وی گونگ سون زان از لیائودونگ بود که با او دوست شد، از آنجا که گونگ سون زان بزرگتر بود، لیو بی با او به عنوان یک برادر بزرگ رفتار می‌کرد. یکی دیگر از دانش آموزان خویشاوند وی، لیو دران بود. پدر لیو دران، یوانقی، اغلب به لیو بی کمک مالی می‌کرد تا به او و مادرش کمک کند و با او مانند پسرش، لیو دران رفتار می‌کرد. همسر یوانقی از این موضوع راضی نبود و به او گفت: "هر کدام خانواده خود را دارند. چگونه می‌توانید مرتباً این کار را انجام دهید؟ " یوان قی پاسخ داد: "این پسر در طایفه ما است و او شخصیتی خارق العاده است."
گفته می‌شود که لیو بی نوجوان در درس خواندن اشتیاق چندانی نداشت، اما به سگ و اسب علاقه داشت و به شکار، موسیقی و پوشیدن لباسهای زیبا علاقه نشان می‌داد. او از معاشرت با شجاعان (هاوژیا) لذت می‌برد و در جوانی با آنها مبارزه و معاشرت می‌کرد. او عصبانیت یا شادی خود را در حضور دیگران نشان نمی‌داد. در گفتار مختصر، در رفتار آرام و با دوستان خود مهربان بود. لیو بی توسط معاصرانش بسیار مورد پسند واقع شد.
در این زمان، دو تاجر بزرگ اسب از ژونگشان. ژانگ شی پینگ و سو شوانگ، بسیار ثروتمند بودند و چند هزار طلا داشتند. آنها اسب فروختند و از فرماندهی ژو عبور کردند. آنها لیو بی را ملاقات کردند و از لحاظ ظاهری و شخصیتی تحت تأثیر او قرار گرفتند؛ بنابراین آنها پول و ثروت زیادی به او هدیه دادند. لیو بی به لطف کمک‌های آنها توانست گروه بزرگی از پیروان را جمع کند.